# Verbandsgemeinde Brohltal

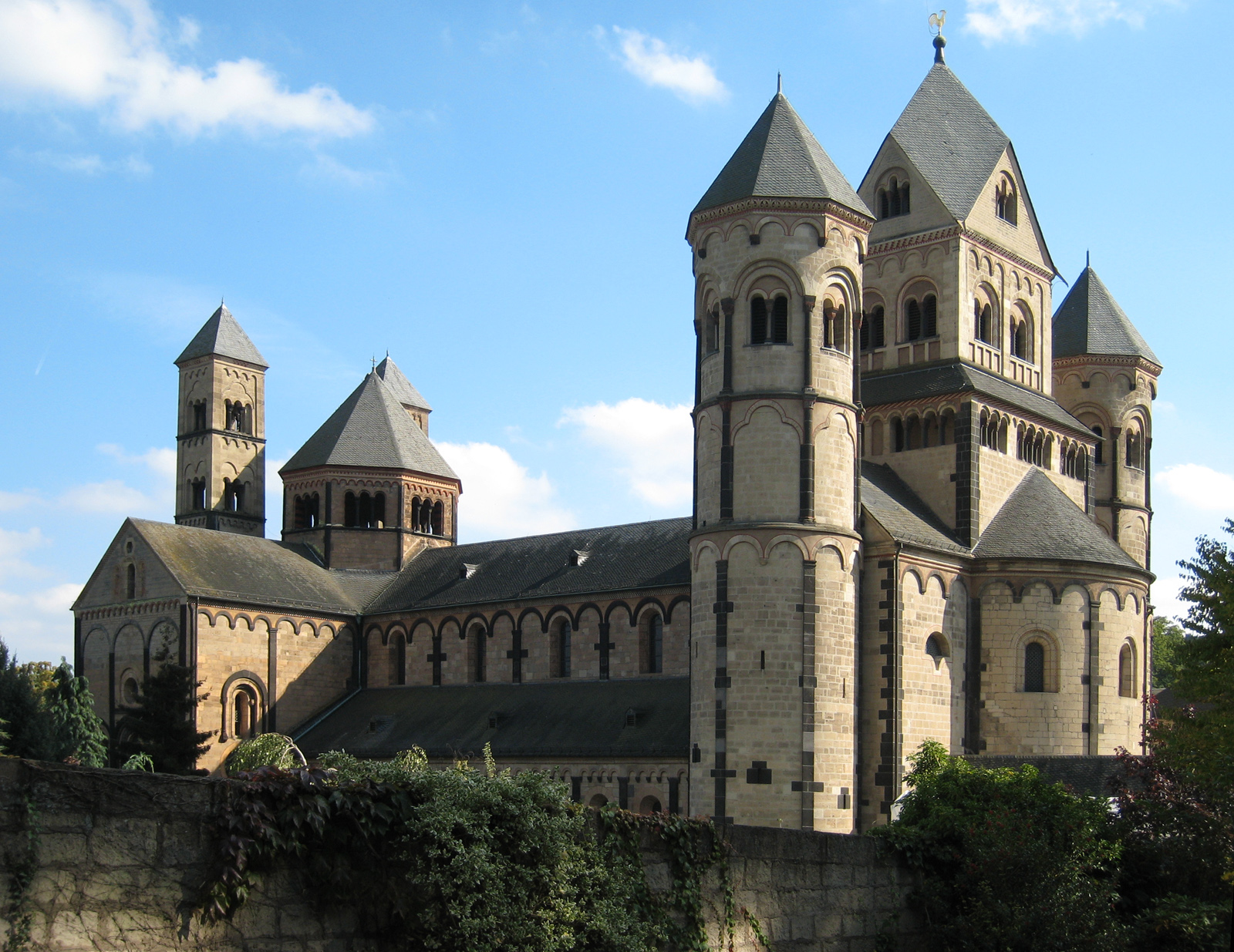
Abtei Maria Laach, Ortsgemeinde Glees

Die Verbandsgemeinde Brohltal ist eine Gebietskörperschaft im Landkreis Ahrweiler im Norden von Rheinland-Pfalz. Der Verwaltungssitz befindet sich in der Ortsgemeinde Niederzissen. Die Verbandsgemeinde wurde 1970 gebildet.
Charakteristisch ist für das Brohltal der ihm den namensgebende Brohlbach. Touristisch interessant sind der Laacher See mit der Abtei Maria Laach, die Burg Olbrück und der Vulkan-Express, eine historische Schmalspurbahn.

## Geographie
Die Verbandsgemeinde Brohltal bildet zusammen mit den Verbandsgemeinden Vordereifel, Mendig und Pellenz die Vulkanische Osteifel, eine von drei Teilregionen in die sich die Vulkaneifel gliedert.

## Verbandsangehörige Gemeinden
| Ortsgemeinde              | Fläche (km²) | Einwohner |
| ------------------------- | ------------ | --------- |
| Brenk                     | 3,08         | 191       |
| Burgbrohl                 | 10,62        | 3.304     |
| Dedenbach                 | 7,63         | 486       |
| Galenberg                 | 2,28         | 220       |
| Glees                     | 11,45        | 590       |
| Hohenleimbach             | 10,17        | 374       |
| Kempenich                 | 11,91        | 1.895     |
| Königsfeld                | 7,20         | 691       |
| Niederdürenbach           | 6,82         | 972       |
| Niederzissen              | 11,95        | 2.768     |
| Oberdürenbach             | 6,94         | 657       |
| Oberzissen                | 2,73         | 1.113     |
| Schalkenbach              | 10,29        | 812       |
| Spessart                  | 8,72         | 860       |
| Wassenach                 | 6,16         | 1.251     |
| Wehr                      | 9,93         | 1.133     |
| Weibern                   | 10,56        | 1.525     |
| Verbandsgemeinde Brohltal | 138,45       | 18.842    |

(Einwohner am 31. Dezember 2023)

## Geschichte

### Verbandsgemeinde
Im Rahmen der Gebiets- und Verwaltungsreform in Rheinland-Pfalz, die in der Zeit zwischen 1965 und 1975 erfolgte, wurden bezogen auf das Gebiet der heutigen Verbandsgemeinde Brohltal, zunächst mit Wirkung vom Oktober 1968 die bisherigen Ämter Burgbrohl und Kempenich im Landkreis Mayen und das Amt Niederzissen im Landkreis Ahrweiler in Verbandsgemeinden umgewandelt.
Die Verbandsgemeinde Brohltal wurde im Rahmen des Achten Verwaltungsvereinfachungsgesetzes des Landes Rheinland-Pfalz (8. VwVeinfG) vom 28. Juli 1970 mit Wirkung vom 7. November 1970 neu gebildet. Sie entstand aus Teilen des aufgelösten Landkreises Mayen mit den Gemeinden
- Brenk, Burgbrohl, Galenberg, Glees, Wassenach und Wehr (Verbandsgemeinde Burgbrohl),
- Engeln, Hohenleimbach, Kempenich, Spessart und Weibern (Verbandsgemeinde Kempenich),

sowie aus den zuvor schon zum Landkreis Ahrweiler gehörenden Gemeinden
- Dedenbach, Königsfeld, Niederdürenbach, Niederzissen, Oberdürenbach, Oberzissen und Schalkenbach (Verbandsgemeinde Niederzissen).

Die vorläufigen Verbandsgemeinden Niederzissen, Burgbrohl und Kempenich wurden gleichzeitig aufgelöst.
In einer ersten Phase war am 7. Juni 1969 die Gemeinde Burgbrohl aus den aufgelösten Gemeinden Burgbrohl, Niederoberweiler und Oberlützingen neu gebildet worden.

### Kommunale Gebietsveränderungen
Nach der Bildung der Verbandsgemeinde:
- Die Gemeinde Ramersbach wurde am 16. März 1974 in Bad Neuenahr-Ahrweiler eingemeindet.
- Die Gemeinde Engeln wurde am 10. Juni 1979 in die Gemeinde Kempenich eingemeindet.

### Bevölkerungsentwicklung
Die Entwicklung der Einwohnerzahl bezogen auf das Gebiet der heutigen Verbandsgemeinde Brohltal; die Werte von 1871 bis 1987 beruhen auf Volkszählungen:
| Jahr | Einwohner |
| ---- | --------- |
| 1815 | 6.243     |
| 1835 | 8.225     |
| 1871 | 8.953     |
| 1905 | 10.911    |
| 1939 | 11.633    |
| 1950 | 12.766    |

| Jahr | Einwohner |
| ---- | --------- |
| 1961 | 13.322    |
| 1970 | 14.863    |
| 1987 | 15.938    |
| 1997 | 17.955    |
| 2005 | 18.606    |
| 2023 | 18.842    |

### Religion
Die überwiegend katholische Bevölkerung gehört zum Bistum Trier, die evangelischen Christen gehören zur Evangelischen Kirche im Rheinland.

## Politik

### Verbandsgemeinderat
Der Verbandsgemeinderat Brohltal besteht aus 32 ehrenamtlichen Ratsmitgliedern, die bei der Kommunalwahl am 9. Juni 2024 in einer personalisierten Verhältniswahl gewählt wurden, und dem hauptamtlichen Bürgermeister als Vorsitzendem.
Die Sitzverteilung im Verbandsgemeinderat:
| Wahl | SPD | CDU | Grüne | FDP | Linke | FWG | Gesamt   |
| ---- | --- | --- | ----- | --- | ----- | --- | -------- |
| 2024 | 6   | 11  | 3     | 2   | –     | 10  | 32 Sitze |
| 2019 | 7   | 11  | 3     | 1   | 1     | 9   | 32 Sitze |
| 2014 | 8   | 14  | 1     | –   | 0     | 9   | 32 Sitze |
| 2009 | 8   | 12  | –     | 2   | –     | 10  | 32 Sitze |
| 2004 | 7   | 17  | –     | 0   | –     | 8   | 32 Sitze |

- FWG = Freie Wählergruppe Verbandsgemeinde Brohltal e. V.

### Bürgermeister
Bei der Direktwahl zum Bürgermeister wurde 2007 Johannes Bell (FWG) gewählt. Am 10. Mai 2015 wurde er mit einem Stimmenanteil von 83,35 % und am 23. April 2023 mit 74,2 % für jeweils weitere acht Jahre in seinem Amt bestätigt.

### Wahlkreise
Die Gemeinden innerhalb der Verbandsgemeinde gehören zum Wahlkreis Remagen/Sinzig bei den Landtagswahlen und zum Wahlkreis Ahrweiler bei den Bundestagswahlen.

## Infrastruktur
Gemäß Landesplanung sind Burgbrohl und Niederzissen als Grundzentrum ausgewiesen.

### Behörden
Die zuständigen Gerichte sind das Oberlandesgericht und das Landgericht in Koblenz sowie das Amtsgericht Sinzig. Die Gemeinden sind der Polizeiinspektion Remagen und Adenau (Kempenich, Weibern, Spessart) zugeordnet. Die Verbandsgemeinde liegt im Finanzamtsbezirk Bad Neuenahr-Ahrweiler. Die zuständige Industrie- und Handelskammer hat ihren Sitz in Koblenz.
In Niederzissen ist eine Kfz-Zulassungsstelle des Landkreises Ahrweiler als Außenstelle eingerichtet.

### Bildung
In der Verbandsgemeinde stehen sieben Grundschulen in Burgbrohl, Kempenich, Niederdürenbach, Schalkenbach, Wassenach, Wehr und Weibern, eine Realschule plus in Niederzissen sowie eine Förderschule mit dem Förderschwerpunkt Lernen in Burgbrohl zur Verfügung. Weiterhin gibt es sechs katholische und drei kommunale Kindergärten.

### Fremdenverkehr
Die Verbandsgemeinde liegt im Fremdenverkehrsgebiet Eifel/Ahr. Die Gemeinden Kempenich und Wassenach sind mit dem Prädikat Erholungsort versehen.